# Видушака
Видушака (санскр. vidûshaka = портящий, от корня dush — портиться, dûshaka — портящий + префикс vi) — комическое лицо индийской драмы, фамильярно обращающееся с героем пьесы, выкидывающее разные шутки; соответствует шуту европейской драмы.
Высказанная санскритологом Э. Виндишем гипотеза, по которой видушака является отражением хитрого раба фактотума (на все руки мастера) греческо-римской комедии, не была поддержана российским этнографом С. Буличем. Фигура эта взята прямо из местной жизни; ещё в XIX веке при дворах индийских владетельных князей можно было найти подобных шутов.